# Edson Hills
Edson Hills är en kulle i Antarktis. Den ligger i Västantarktis. Chile gör anspråk på området. Toppen på Edson Hills är 1 096 meter över havet.
Terrängen runt Edson Hills är varierad. Trakten är obefolkad. Det finns inga samhällen i närheten. 